# Jax, Haute-Loire

Jax este o comună în departamentul Haute-Loire, Franța. În 2009 avea o populație de 132 de locuitori.